# Икаль

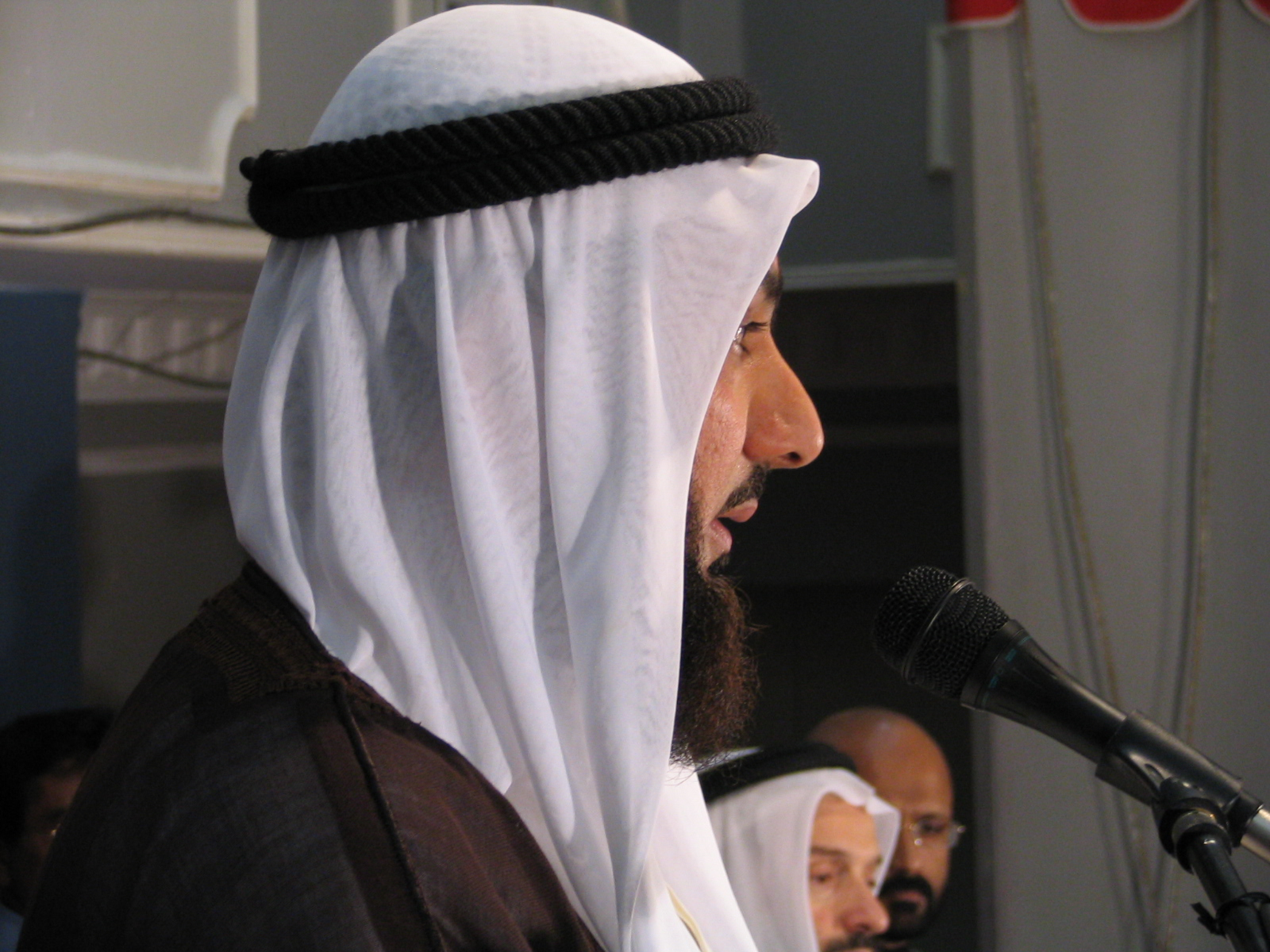

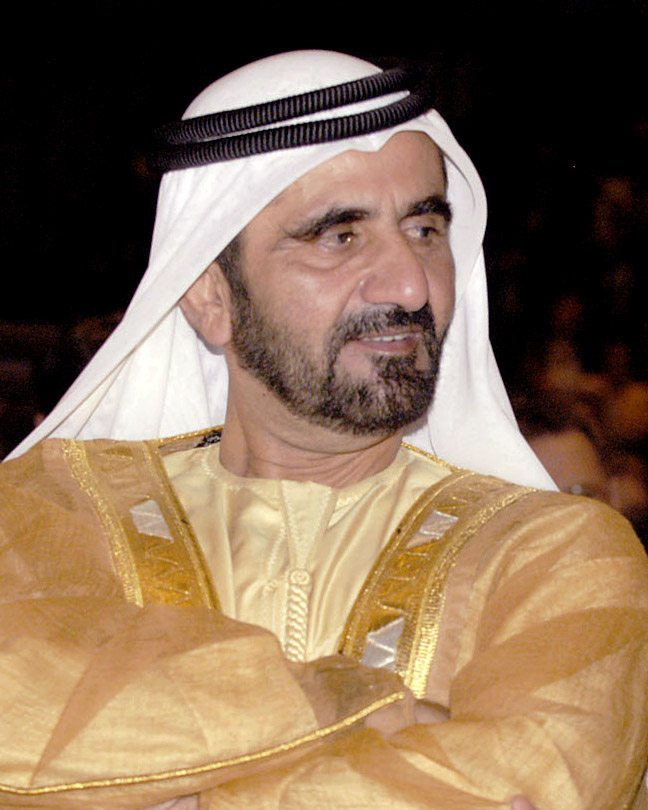
Икаль на голове шейха Мохаммеда ибн Рашида аль-Мактума.

Икаль (араб. عقال‎, ‘iqāl — «связь; верёвка») — чёрный двойной шерстяной шнур, которым удерживают на голове куфию.
Традиция ношения икаля возникла от погонщиков верблюдов, которые на остановках каравана клали вожжи себе на голову, чтобы не потерять их.
Икаль был позаимствован крестоносцами, и вошел в геральдику под названием «бурелет».